# 맨댈린 칼슨

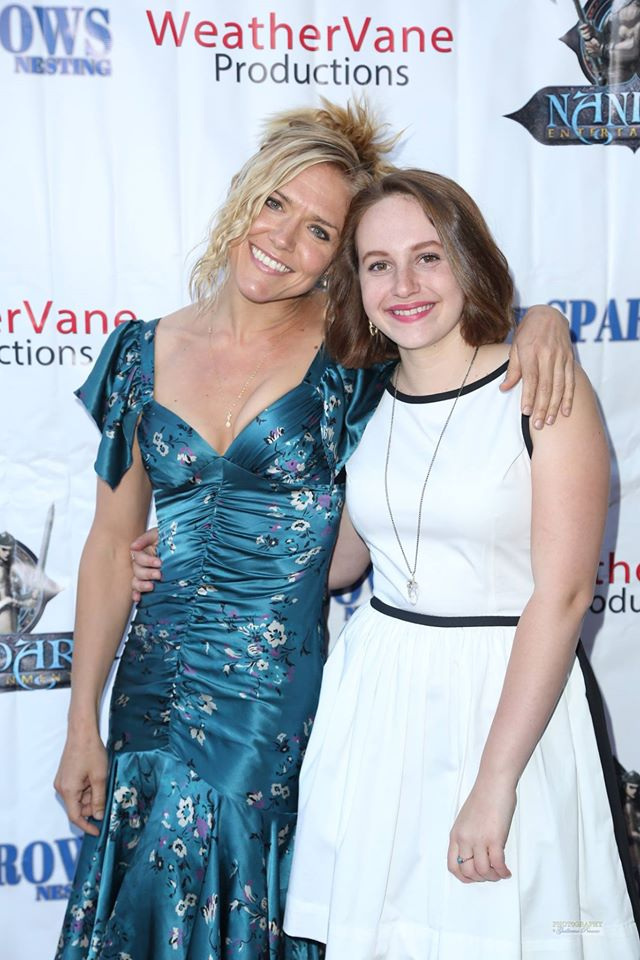

맨댈린 칼슨(Mandalynn Carlson, 1999년 8월 25일 ~ )은 미국의 배우, 텔레비전 배우, 영화배우이다.
디트로이트에서 태어났다.

## 영화
- 더 스패로우: 네스팅 (2015년)
- 어 호스 포 썸머 (2015년)
- 더 데드 키드 (2013년)
- 머신건 프리처 (2011년) - 페이지 친구 역